# Calicó

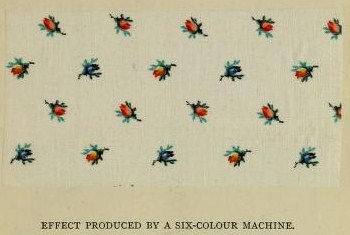
Muestra de calicó con estampado por impresión mecánica a seis colores.

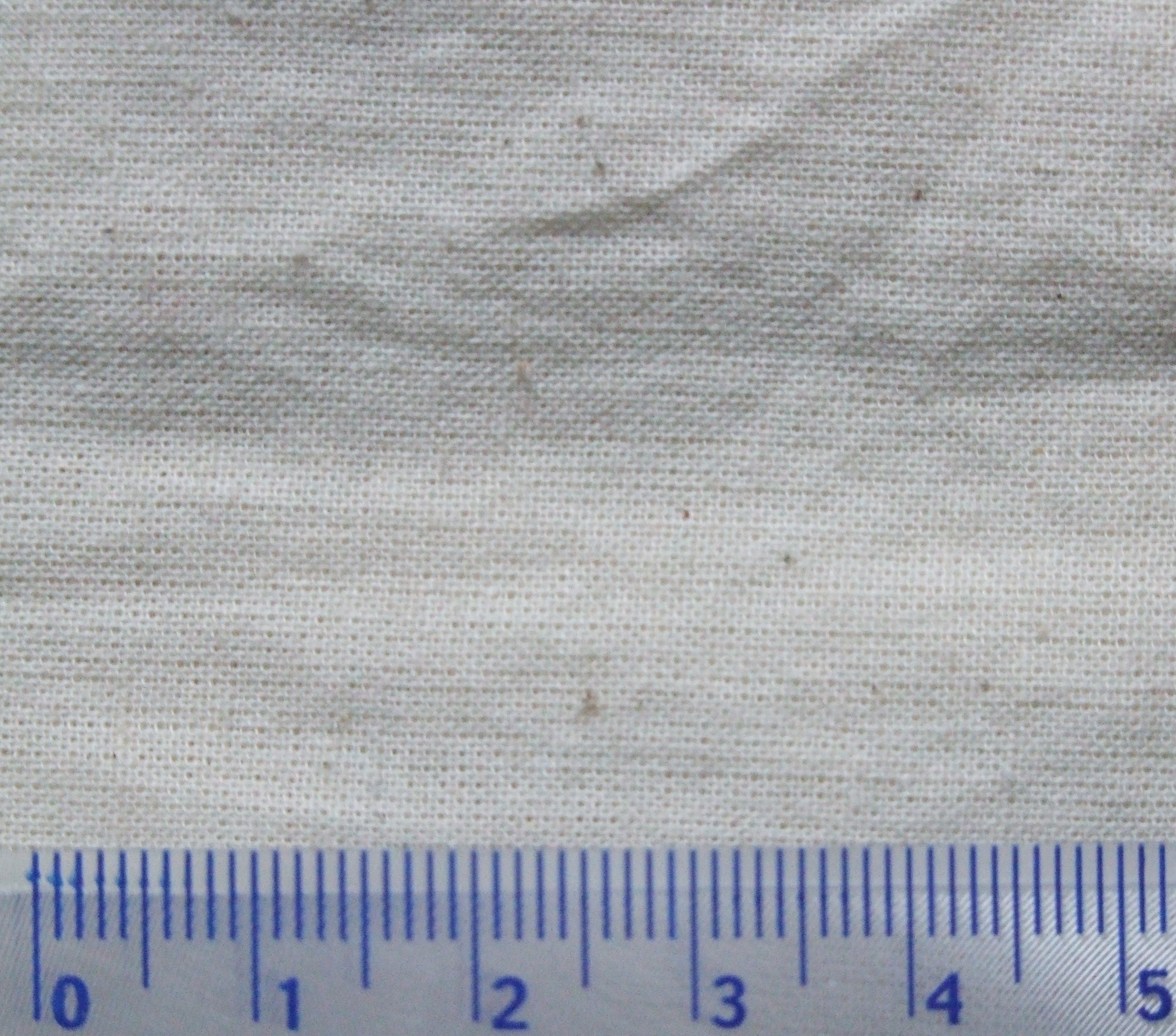
Muestra de tejido de calicó de una bolsa de la compra en una escala de centímetros.

El calicó (del francés calicot), a veces llamado impropiamente percal, es un tejido de algodón, realizado con ligamento tafetán, de aspecto rústico debido a los restos de almidón en la fibra que lo compone, el cual está sin blanquear. Puede estar estampado por una cara con colores vivos.
Es originario de la India, donde se fabricaba ya en el siglo XI. El vocablo francés calicot deriva de la ciudad de Calicut (actualmente, Kozhikode o Kōlikkōdu), situada en suroeste de la India, en el estado de Kerala, donde se tejía el calicó de forma artesanal. Los estampados brillantes y coloridos se popularizaron en Europa en los siglos XVII y XVIII, dando lugar al chintz.
El calicó es un material barato que se utiliza para ropa infantil y sobre todo para las «glasillas» (también llamadas ‘toile’) o prototipos de prendas especiales, como los vestidos de novia o los modelos de alta costura, para poder corregir antes de cortar el tejido definitivo. En tapicería es el material con que se realiza el «tapizado en blanco» de sofás, sillones, sillas, etcétera.

## Características
El calicó se teje con hilos de algodón cardados; por eso la superficie resulta algo velluda. También existe el calicó realizado con mezcla de algodón y poliéster.
El calicó es una tela relativamente rígida, menos que la lona o tela vaquera. Debido a su composición (algodón 100 %), cuando se lava pierde rigidez y encoge. Se arruga fácilmente.
Tanto si el calicó está totalmente teñido como si es estampado va perdiendo color con el uso y el lavado, por lo que puede desteñirse y perder prestancia con facilidad.

## Política del algodón en el Imperio británico

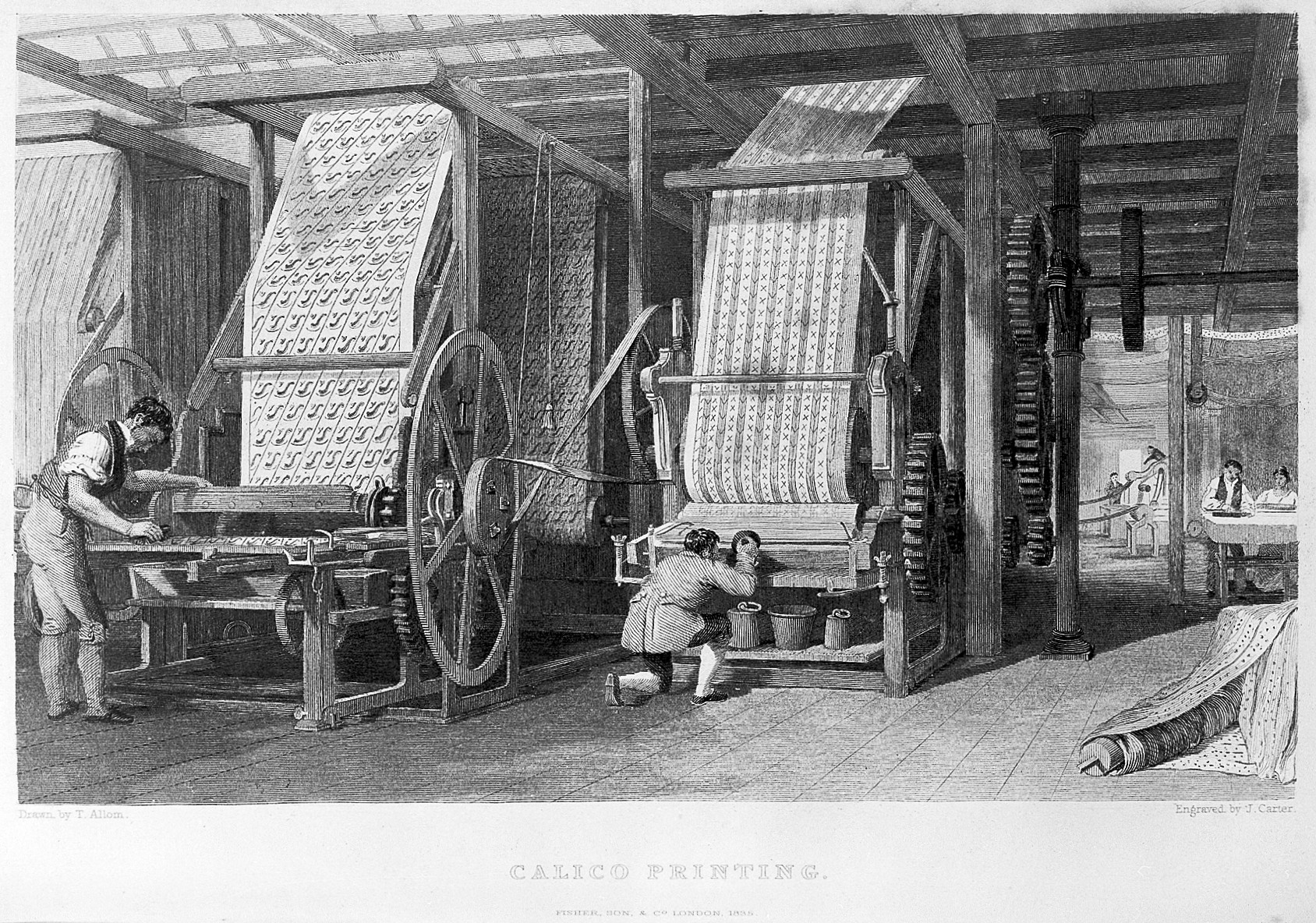
Estampación de calicó en el.

En el siglo XVIII, Inglaterra era famosa por sus telas de lana y lana peinada. Esa industria, centrada en el este y el sur en pueblos como Norwich, protegía celosamente su producto. El procesamiento del algodón era pequeño: en 1701 solo se importaron a Inglaterra 900.775 kilogramos de algodón en rama, y en 1730 se había reducido a 701.014kg. Esto fue debido a la legislación comercial para proteger la industria de la lana.
Los estampados de calicó baratos, importados por la Compañía de las Indias Orientales del Indostán (India), se habían vuelto populares. Sin embargo, en 1700, para promover su industria textil algodonera, se aprobó una ley del Parlamento para impedir la importación de calicós teñidos o estampados de la India, China o Persia, lo que asestó un duro golpe, principalmente, a la industria india. Esto provocó que la demanda cambiara a tela gris importada, en lugar de calicós que no habían sido terminados teñidos o estampados. Además, los hombres de negocios de Lancashire produjeron tela gris con urdimbre de lino y trama de algodón, conocida como fustán, que posteriormente enviaban a Londres para su acabado.
Las importaciones de algodón hidrófilo se recuperaron y en 1720 casi habían vuelto a los niveles de 1701. Sin embargo, los fabricantes de lana de Coventry reclamaron que las importaciones estaban quitando puestos de trabajo a sus trabajadores. La ley sobre manufacturas de 1720, imponía multas a cualquier persona que llevara muselinas de calicó estampadas o teñidas, quedando exentas las corbatas y el fustán. Los fabricantes de Lancashire explotaron esta exención y la ley de Mánchester de 1736 permitió específicamente la trama de algodón de color con urdimbre de lino.
En 1764 se importaron 1.755.580kg de algodón en rama. Este cambio en los patrones de consumo, como resultado de la restricción de importaciones de productos terminados, fue una parte clave del proceso que redujo la economía india de una producción textil sofisticada a la mera provisión de materias primas. Estos eventos se sucedieron bajo el dominio colonial británico, que comenzaron después de 1757, y fueron descritos por Nehru y también por algunos académicos más recientes como 'desindustrialización'.